# Черниговская духовная семинария
Черниговская духовная семинария — духовная семинария в городе Чернигове.
Основана в 1776 путём реорганизации Черниговского коллегиума. Подчинялась епархиальному епископу. Состояла из 4-х общеобразовательных и 2-х специальных богословских классов-отделений. Ликвидирована после октября 1917 года.

## История
В 1700 году архиепископом Черниговским Иоанном (Максимовичем) основан Черниговский коллегиум.
В 1784—1786 годах произошла реорганизация Черниговского коллегиума в духовную семинарию. При ней был организован музей церковной старины и церковно-археологическая комиссия. Преподаватели семинарии занимались научной работой, публиковались в «Черниговских епархиальных известиях» и журнале «Вера и жизнь».
Черниговская духовная семинария содержалась в комплексе одно- и трёхэтажных зданий, который сложился на территории усадьбы XVII века черниговского полковника, наказного гетмана Левобережной Украины Павла Полуботка (1660—1723). Расположен в северо-восточной части города за рекой Стержнем на углу современной улиц Павла Полуботка и Воинов-интернационалистов. В комплекс зданий, возведенных в XVIII—XIX веках, включены остатки дома Полуботка XVII века.
С 1853 года имела миссионерское отделение в раскольнических делах. Ведала духовными уездными и приходскими училищами.
В 1928—1941 годах в зданиях бывшей семинарии размещался Черниговский педагогический институт. Во время немецкой оккупации здания подверглись значительным разрушениям. После проведения ремонтно-реставрационных работ здесь размещены медицинские учреждения.

## Ректоры
- Иерофей (Малицкий) (20.04. 1786—1788)
- Феофан (Шиянов-Чернявский) (1798—1799)
- Афанасий (Корчанов) (21.03. 1799—1811)
- Феофил (Татарский) (1813—1814)
- Феофан (Александров) (1814—1817)
- Иероним (Визерский) (1823—1828[2])
- Афанасий (Соколов) (1830 — 29 апреля 1832)
- Симеон (Авдуловский) (1848—1851)[3]
- Климент (Можаров) (24 декабря 1850 — 31 марта 1852)
- Вассиан (Чудновский) (21 февраля 1854—1860)
- Евгений (Шерешило) (1861—1868)
- протоиерей Николай Колосов (10 октября 1869 - ?)
- протоиерей Николай Петрович Марков (1882—1892)
- архимандрит Алексий (Воронов) (15 июля 1892—1894)
- протоиерей Константин Васильевич Ефремов (1894—1904)
- протоиерей Иаков Яковлевич Галахов (1905—1907)
- архимандрит Василий (Богоявленский) (1908—1909)
- протоиерей Александр Терентьевич Четыркин (1909—1910)
- Алексий (Баженов) (22 июля 1911—1913)
- протоиерей Василий Петрович Сокольский (1914—1917)
- Николай (Могилевский) (12 июня 1917—1918)

## Известные преподаватели
- Скворцов, Дмитрий Иванович
- Николай (Могилевский)
- Моджугинский, Павел Антонович (1798—1803)
- Модест (Стрельбицкий) (1866—1868)
- Феоктист Смельницкий священномученик (1913—1917)

## Известные ученики
- Аполлос (Алексеевский)
- Белопольский, Ефим Тимофеевич
- 1827 — Григорий (Миткевич)
- — Александр Шишацкий-Иллич, поэт и этнограф[4]
- 1845 — Феодосий (Макаревский)
- 1892 — Левицкий, Александр Петрович, священномученик
- 1867 — Н. И. Кибальчич, революционер-народник
- 1901 — Н. И. Подвойский, партийный и военный деятель
- 1911 — Николай Колчицкий, протопресвитер
- 1913 — Павло Тычина, поэт
- 1914 — В. М. Блакитный, писатель
- 1916 — Г. Г. Верёвка, композитор